# Tor Nilsson
Tor Nilsson, född 20 mars 1919 i Lund, död där 13 april 1989, var en svensk brottare. Han blev olympisk silvermedaljör i grekisk-romersk stil +87 kg i London 1948.